# Antennaria gnaphalioides
Antennaria gnaphalioides là một loài thực vật có hoa trong họ Cúc. Loài này được (Kunth) Standl. ex R.Knuth mô tả khoa học đầu tiên năm 1928.